# Марджори Роудс
Марджори Роудс (англ. Marjorie Rhodes, урождённая Миллисент Уайс (Millicent Wise), 9 апреля 1897, Кингстон-апон-Халл, Великобритания — 4 июля 1979, Хов, Великобритания) — британская актриса.

## Биография
Родилась в Кингстон-апон-Халл в церемониальном графстве Ист-Райдинг-оф-Йоркшир. В 1939 году Роудс дебютировала на киноэкранах у себя на родине в Великобритании, исполнив потом и ряд ролей в Голливуде. Среди фильмов с её участием такие картины как «Рядовой Анжело» (1949), «Шаги в тумане» (1955), «Просто так повезло» (1957), «Адские водители» (1957) и «Воздушные приключения» (1965). Помимо этого актриса играла и на театральной сцене, в том числе и в бродвейских постановках. В 1965 году за роль Люси Фиттон в пьесе «Всему своё время» она была номинирована на премию «Тони». Эту же роль она исполнила в киноадаптации под названием «В интересном положении» в 1966 году. Роудс скончалась в возрасте 82 лет в городе Хов в графстве Восточный Суссекс.